# Богданов, Михаил Сергеевич
Михаи́л Серге́евич Богда́нов (5 сентября 1881, Курск, Российская империя — 26 сентября или 6 октября 1937) — советский государственный и военный деятель.

## Биография
Родился в Курске в семье рабочего. Работал в железнодорожных мастерских на станциях Ворожба, Льгов. С 1902 по 1906 годы находился на военной службе. С 1906 года — слесарь Курского железнодорожного депо. С 1906 года член РСДРП (б).
С 1911 по 1914 на партийной работе в Харькове. После контузии на фронте в 1916 году прибыл в 3-й авиапарк Киева. В феврале 1917 года возглавил солдатский комитет авиапарка, член военной организации при Киевском комитете РСДРП (б), избран в Совет солдатских депутатов, до 24 сентября входил в состав её исполкома, с 3 августа 1917 года член Киевского комитета РСДРП (б). Делегат Второго Всероссийского съезда советов от Киевской окружной Совета солдатских депутатов, вошёл в состав Всероссийского ЦИК, на Первом Всеукраинском съезде советов избран членом ВУЦИК.
В декабре 1917 — апреле 1918 года как глава военного отдела при ВУЦИК, а затем управляющий делами Народного секретариата принимал активное участие в создании первых украинских советских воинских частей. Комиссар 9-й стрелковой дивизии, с 17 февраля 1919 — киевский окружной военный комиссар, с 1920 года — одесский губернский военный комиссар, комендант Севастопольской крепости, с ноября 1920 — член Реввоенсовета морских сил Чёрного и Азовского морей. 
С 1923 года — на военной и советской работе: начальник управления снабжения Украинского военного округа (с 1924 до июля 1928 года), член президиума Высшего совета народного хозяйства УССР (с 1928). С 1928 председатель Центрального совета Осоавиахима Украины, начальник Харьковского аэропорта. Награждён орденом Трудового Красного Знамени.
Репрессирован в 1937 году. Дата ареста 12 июля 1937 года. Обвинение по статье УК 54-10-11 ("участник военно-фашистского заговора"). Расстрелян 6 октября 1937 года в Харькове. Реабилитирован 3 марта 1956 года.